# Râul Loir
Loir este un râu în partea de vest a Franței. Este un afluent al râului Sarthe. Izvorăște din departamentul Eure-et-Loir, la nord de Illiers-Combray. Are o lungime de 312 km, un debit de 33 m³/s și un bazin de 8.270 km². Se varsă în Sarthe la nord de Angers.
Traversează departamentele Eure-et-Loir, Loir-et-Cher, Sarthe și Maine-et-Loire iar principalele orașe traversate sunt La Flèche, Châteaudun, Illiers-Combray, Bonneval, Cloyes-sur-le-Loir și Vendôme.